# Cornelis de Witt
Cornelis de Witt (Dordrecht, Províncies Unides dels Països Baixos, 15 de juny de 1623 - La Haia, Províncies Unides dels Països Baixos, 20 d'agost de 1672) va ser un polític neerlandès.

## Família
Cornelis era fill de Jacob de Witt i el germà gran de Johan de Witt, a més a més de ser nebot del regent i estatúder dels Països Baixos Cornelis de Graeff i del seu germà Andries de Graeff.
Va contreure matrimoni amb Maria van Berckel (1632-1706). La parella va tenir una filla, Wilhelmina de Witt (1671-1702), que es va casar amb el seu cosí i fill de Johan de Witt (1662-1701), del mateix nom que el seu pare, i que va arribar a ésser secretari de Dordrecht.

## Biografia
El 1650 es va convertir en alcalde de Dordrecht i en membre dels Estats d'Holanda i Frísia Occidental. Més tard va ser nomenat ruwaard o governador de Putten i Baljuw o batlle senyorial de Beierland.
Es va associar estretament amb el seu germà Johan, que tenia el càrrec de Gran Pensionari, i el va recolzar en la seva carrera amb gran habilitat i vigor. El 1667 va ser el diputat dels Estats d'Holanda elegit per acompanyar el lloctinent-almirall Michiel de Ruyter en la seva famosa incursió en el Medway. Cornelis de Witt es va distingir en aquesta ocasió per la seva fredor i valentia. El 1672 va tornar a acompanyar a De Ruyter i va prendre part en la gran batalla de Solebay contra les flotes angleses i franceses. Obligat a abandonar la flota a causa d'una malaltia, en tornar a Dordrecht es va trobar que el partit orangista augmentava la seva influència i ell i el seu germà van ser els objectes de les sospites i l'odi popular. Va ser arrestat per acusacions falses de traïció, però no va confessar malgrat les fortes tortures, sent finalment condemnat il·lícitament a l'exili.
Va ser assassinat pel mateix populatxo que havia donat mort al seu germà el dia que havia estat posat en llibertat, víctima d'una conspiració organitzada pels orangistes Johan Kievit i el lloctinent-almirall Cornelis Tromp. Tots dos cossos van ser mutilats horriblement i els seus cors van ser arrencats per ser mostrats com a trofeus. Avui dia és vist pels neerlandesos com l'acte més vergonyós a la història de la política neerlandesa.